# Debra Winger
Debra Winger (født 16. maj 1955) er en amerikansk skuespillerinde.
Hun har været Oscar-nomimeret tre gange i kategorien Bedste kvindelige hovedrolle for sin medvirken i filmene An Officer and a Gentleman (1982), Terms of Endearment (1983) og Shadowlands (1993).
Blandt andre film hun har medvirket i kan nævnes Urban Cowboy (1980), Made in Heaven (1987),  Den sorte enke (1987) Betrayed (1988) og Forget Paris (1995).